# Jean-Pierre Amougou Belinga
Pour les articles homonymes, voir Amougou et Belinga.
Jean-Pierre Amougou Belinga est un entrepreneur et homme d'affaires camerounais. Il est propriétaire du groupe de presse l'Anecdote et possède les chaînes de Télévision Vision 4 et Télésud.

## Biographie

### Enfance, éducation et débuts
Né le 20 février 1965 à Nkoumadzap dans la Mefou-et-Akono, arrondissement de Mbankomo, l'enfance du petit Jean-Pierre est marquée par la « pauvreté et la misère ». Ses parents sont cultivateurs.
Daniel Belinga - son père, protecteur - ne scolarise pas ses nombreux enfants. Abena Amougou, sa mère, est plus investie dans l'éducation de ses enfants. Lors d'une interview réalisée par Ernest Obama, il livre son curriculum vitæ, de l'enfance très modeste vers la tête d'un empire médiatique en passant par les débuts comme journaliste. Il y nomme les personnes qui ont croisé son parcours.

### Carrière
Vendeur d’eau glacée à la sauvette, il travaille par la suite à la Régifercam grâce à l'entregent de son oncle. Il travaille aussi comme laveur d’assiette puis serveur dans un restaurant. Sans fortune, il tire le pousse-pousse à Yaoundé dont il finit par connaître toutes les collines.
À Yaoundé, sa passion pour le monde de la presse est couronnée par sa rencontre avec Georges-Gilbert Baongla qui le prend sous son aile. Il s'en sépare sur une question de partage des recettes obtenues en échange des reportages réalisés.
Georges-Gilbert Baongla n'acceptera pas cette séparation et écumera les plateaux des médias pour dénoncer la protection et les faveurs dont son ancien poulain bénéficie auprès des ministres du régime. En 2019, ce dernier est condamné et enfermé à la prison centrale de Kondengui pour diffamation contre Jean-Pierre Amougou Belinga.
Jean-Pierre Amougou Belinga devient en 1995 directeur de publication du journal L'Anecdote,. C'est lui qui publiera une fausse liste de cinquante personnalités soupçonnées d'homosexualité, suivie d'une liste de présumés fonctionnaires ou haute personnalités milliardaires. Il sera condamné pour diffamation par un tribunal de Yaoundé à la suite de la publication de la liste des « homosexuels de la République ».
Il explique la croissance de ses entreprises aux appuis de l'élite administrative et politique beti - dont Jacques Fame Ndongo - favorable à l'émergence d'un groupe de presse tenu par un homme du sud Cameroun. Ce groupe soutiendrait l'action du gouvernement et viendrait en contrepoids aux groupes privés existants, en majorité tenus par une élite de l'ouest et supposée hostile au pouvoir de Paul Biya.
Du journal L'Anecdote émergera le reste du groupe, avec Satellite FM, Vision 4 Tv, Vision Finance en économie, ISSAM en éducation et ses partenariats avec des gouvernements de Centrafrique et du Congo Brazzaville.
En juillet, il visite les travaux de construction des tours jumelles, futurs sièges du groupe l'Anecdote à Yaoundé. Il annonce, à la sortie de cette visite, la construction d'une « Bibliothèque Paul-Biya » de 500 millions de francs CFA au sein du campus de l'ISSAM à Yaoundé.
En 2020, il rachète Telesud,,,. Dans un ouvrage biographique, Enoh Meyomesse le décrit comme étant un battant.

## Affaires

### En 2006
Avec quelques organes de presse, son journal L'Anecdote est au cœur d'un scandale d'État avec la publication d'une liste de 50 hautes personnalités de l'État supposées homosexuelles. Il est reconnu coupable et condamné.

### En 2020
Dès la fin du mois de juin 2020 à début juillet 2020, sur quelques jours, une série d'affaires, médiatisées dans la presse camerounaises et sur les réseaux sociaux, éclaboussent Jean-Pierre Amougou Belinga :
- Le limogeage de Ernest Obama[11], son journaliste vedette, du poste de directeur général de Vision 4 TV est retransmis sur la même chaîne avec détails ; ce dernier est déchaussé et ira en garde à vue pour 8 jours. Ceci fait l'objet de plusieurs jours de traitement dans les organes de presse du groupe.
- Les nominations, limogeages qui en suivent comme celle de Jean Jacques Ze.
- Les accusations sur les Beti d'être « foncièrement paresseux, malhonnêtes, sournois, cyniques et méchants »[12] provoquent des réactions et débats.
- Les échanges avec l'ex-ministre Patrice Amba Salla[13] sur le manque de gratitude à la suite de l'achat d'un terrain à 80 millions de FCFA à Kribi.
- La diffusion d'échanges téléphoniques avec l'ambassadeur du Cameroun en RCA[14], l'accusation des « gens de l'ouest » (les bamiléké) d'être des « pauvres types » et la réaction de l'ambassadeur à sa hiérarchie.

Sur les réseaux sociaux, des personnes telles Chantal Ayissi, Longuè Longuè le soutiennent et d'autres comme Marlène Emvoutou, Jean-Claude Mbede Fouda, Remy N'gono décrient Amougou Belinga.

#### Affaires à Vision 4 en 2020
Le 7 juillet 2020, il limoge Jean Jacques Ze de son poste de directeur adjoint de Vision 4 et le fait remplacer par Bruno Bidjang. Jean Jacques Ze lit lui même à l'antenne le communiqué qui le rétrograde.

#### Enregistrements de Nicolas Nzoyoum, ambassadeur en RCA
Le 8 juillet 2020, un échange téléphonique - ayant fuité sur les réseaux sociaux - avec Nicolas Nzoyoum, ambassadeur du Cameroun en RCA, est attribué à Jean-Pierre Amougou Belinga. Ce dernier sermonne et accule l'ambassadeur pour n'être pas venu à l'inauguration de TVCA, la télévision nationale de Centrafrique, reconstruite par son groupe. Le 9 juillet 2020, l'ambassadeur, dans un compte rendu au ministre des Relations extérieures Lejeune Mbella Mbella, reconnait l'apport de Vision 4 et du groupe de presse l'Anecdote dans les relations entre les deux pays. Il dénonce cependant les montants avancés et le ton « orgueilleux et insultant » de Jean-Pierre Amougou Belinga.

#### Enregistrements de Dominique Baya, SGSN
Le 15 août 2020 fuite sur les réseaux sociaux un enregistrement d'une conversation supposée se tenir entre Jean-Pierre Amougou Belinga et Dominique Baya,, ancien d'interpol et secrétaire général à la sûreté nationale. Les 2 sont voisins de quelque 200 mètres. Amougou se plaint que le délégué général à la sûreté nationale Martin Mbarga Nguelé et le commissaire Vincent de Paul Meva’a en service au cabinet de ce dernier à la présidence de la république l’appellent de chez Dominique Baya. Suivent des menaces de rapporter au garde des sceaux (Laurent Esso) les faveurs (intercéder pour ses problèmes au ministère de la justice, faire muter des "copines", etc.) demandées par Baya,. Même si cela coûte le retrait des policiers mis à la disposition d'Amougou Belinga, entend-on à la fin de l'échange.

#### Enregistrements de Serge Ekobo
Le 17 août 2020, un enregistrement d'une conversation supposée se tenir entre Jean-Pierre Amougou Belinga et Serge Ekobo, évoque l'intermédiation de ce dernier,, supposé employé à la présidence, pour réconcilier Jean-Pierre Amougou Belinga et René Mbarga Nguélé, le chef de la police et du renseignement camerounais, en service à la présidence.

#### Enregistrements de Alima Fouda, épouse du contre-amiral de la présidence
Lors d'un enregistrement de près de 11 minutes rendu public le 17 août 2020, daté du 8 juillet 2020, il discute avec Mme Alima Fouda et énumère les nombreux dons généreux qu'il a effectué - sans contrepartie, ni reconnaissance - au profit d’œuvres caritatives, et en soutien à des grands fonctionnaires (Contre-Amiral Joseph Fouda,, Basile Atangana Kouna, Edgar Alain Mébé Ngo'o, Gaston Eloundou Essomba, aux Mvog Belinga, La maire de Bikok, etc.) de l'état du Cameroun. Et se plaint que René Mbarga Nguélé ait enlevé les policiers chargés de sa sécurité et celle de son groupe.

#### Plainte depuis la Guinée Équatoriale
Dans un contentieux sur un supposé geste de remerciement, la Guinée Equatoriale nie avoir donné de l'argent à Amougou Belinga. Le 21 août 2020, un communiqué du ministère des affaires étrangères équato-guinéen, lu à la télévision et diffusé en espagnol, mentionnant les noms de Jean-Pierre Amougou Belinga et René Mbarga Nguélé.

#### Suspension des activités du groupe l'Anecdote
Le vendredi 21 août 2020, dans un communiqué, Jean-Pierre Amougou Belinga annonce la suspension des activités du groupe l'Anecdote (Vision 4 TV, Satellite FM et le journal L'Anecdote). Dès le 21 Août, la musique est diffusée en boucle sur la chaîne TV,.

### Affaire de l'assassinat du journaliste Martinez Zogo
En février 2023, Jean-Pierre Amougou Belinga est désormais sous le coup d'investigations sur l’assassinat du journaliste Martinez Zogo. Il est soupçonné d’être le commanditaire de l'assassinat,.
Une conférence de presse est annoncée par un groupe d'avocats pour la défense de Jean-Pierre Amougou Belinga ; groupe d'avocats à la tête duquel se trouve maître Charles Tchoungang ; conférence finalement reportée. Le 16 février, se tient finalement cette conférence. Mtre Tchoungang évoque un complot visant Jean-Pierre Amougou Belinga et met en doute les déclarations du colonel Danwé,.
Calixte Beyala, écrivaine camerounaise, se prononce pour un dé-baptême de l'immeuble Ekang, siège de plusieurs sociétés de Jean-Pierre Amougou Belinga. L'enquête soupçonne le sous-sol de ce bâtiment d'être le lieu où a été torturé, puis assassiné le journaliste Martinez Zogo. Il s'ensuit une perquisition dans ce bâtiment le jeudi 9 février 2023 en présence de Jean-Pierre Amougou Belinga lui-même. Beyala propose que ce bâtiment de 9 étages au quartier Sam à Yaoundé soit rebaptisé immeuble Martinez Zogo, en la mémoire du journaliste assassiné,.

#### Arrestations du6 février 2023dans le cadre des enquêtes sur l'assassinat de Martinez Zogo
Depuis 2 ans, 4 mois et 3 jours, Jean-Pierre Amougou Belinga se trouve dans les geôles de l'administration camerounaise, au groupement de gendarmerie territoriale du Mfoundi, On le soupçonne  d'être le principal  commanditaire  de l'assassinat du journaliste Martinez Zogo. En effet, très tôt le matin du 6 février 2023, il est interpellé à son domicile et amené pour être interrogé sur sa possible implication dans ce meurtre ,. Quelques proches collaborateurs sont aussi interpellés. Il s'agit de Bruno Bidjang, le directeur général de vision 4 télévision et du colonel Etoundi Nsoé, ancien responsable de la garde présidentielle au Cameroun, beau-père et responsable de la sécurité des Jean-Pierre Amougou Belinga,.

#### Perquisitions du9 février 2023et autres arrestations en vue d'auditions sur l'assassinat de Zogo
Au 9 février 2023, plusieurs collaborateurs et autres proches de Jean-Pierre Amougou Bélinga sont interpellés ou convoqués à la suite d'une seconde perquisition, celle-ci non plus au domicile mais à l'immeuble Ekang, siège de ses entreprises. Parmi ces personnes, on trouve Mélanie Bibanga, Ines Belinga, cheffe de division de la communication du groupe l'Anecdote, le directeur des affaires financières, le directeur général de Vision Finance, une entité du groupe l'Anecdote et Jean-Claude Fouda, un des proches collaborateurs de Jean-Pierre Amougou Belinga. L'épouse de Bruno Bidjang, nommée Ivana Essomba est elle aussi interpellée. Après près de 4 nuits au Secrétariat d'État à la Défense (Sed), Ivana Bidjang, Inès Belinga cheffe de la division Communication du groupe l'Anecdote, Stéphanie Boulemou, la directrice de Vision Finance, Mélanie Bibanga la directrice commerciale et marketing du groupe, entre autres, sont libérées dans la soirée du lundi 13 février 2023. Le lendemain, Jean Pierre Amougou Belinga, Bruno Bidjang, le lieutenant colonel et directeur des opérations de la Dgre Justin Danwe et le colonel retraité Etoundi Nsoé sont conduits au Tribunal Militaire de Yaoundé sis au quartier Général, autour de 13h50 où ils sont renvoyés au Sed pour complément d'informations. Concernant le soutien, le président du comité des étudiants de l'issam Eteme Ateba Bonaventure junior avec le soutien de certains de ses camarades font une vidéo pour apporter leur soutien à Jean Pierre Amougou Belinga.
Début mars 2023, Jean-Pierre Amougou Belinga est inculpé pour « complicité et de torture avec aide » et incarcéré à la prison principale de Yaoundé.

## Vie privée
Amougou Belinga est polygame. Il épouse en deuxièmes noces Sarah Limunga Itambi, l’avocate générale de la Cour suprême. Puis en septembre 2021, Melissa Amougou Belinga, une employée de sa chaîne de télévision vision4, devient sa troisième épouse. 
En août 2019, il est élevé au rang de chef suprême de la communauté Mvog-Belinga et porte alors désormais le titre de notabilité de Zomloa,.